# Dora Greenwell

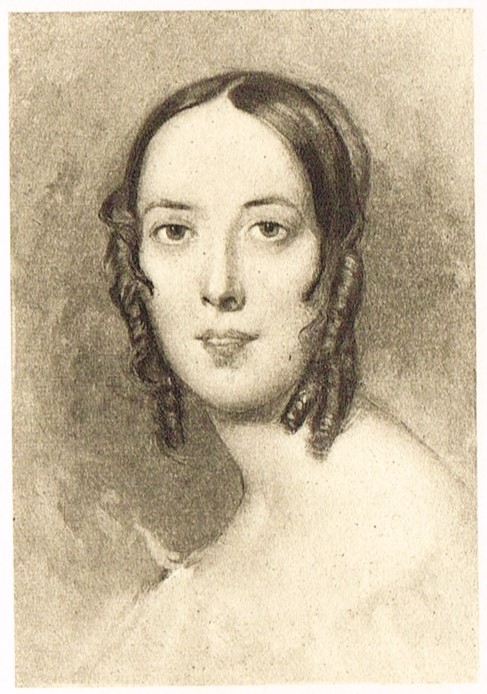
Dora Greenwell, Porträt aus einer Ausgabe ihrer Gedichte von Walter Scott Publishing. London 1889

Dorothy (Dora) Greenwell (* 6. Dezember 1821 in Lanchester, County Durham; † 29. März 1882 in Clifton, Bristol) war eine britische Dichterin und Essayistin.
Der Name „Dora Greenwell“ wurde zu ihren Lebzeiten lange als Pseudonym eines Mitglieds der Quäker angesehen, was nicht stimmte. Erst im Laufe der Zeit und mit der Zunahme der von ihr veröffentlichten Bücher drangen Fakten zu ihrer Person an die Öffentlichkeit.

## Leben
Greenwell wurde auf dem Familiensitz Greenwell Ford in der Grafschaft Durham in England. Ihr Vater war William Thomas Greenwell (1777–1856), ein angesehener und beliebter Magistrat und Deputy Lieutenant. Ihre Mutter war Dorothy Smales (1789–1871). Sie wurde Dora genannt, um Verwechslungen mit ihrer Mutter zu vermeiden. Ihr ältester Bruder war William (1820–1918), ein Archäologe. Sie hatte drei jüngere Brüder: Francis (1823–1894), Alan (1824–1914) und Henry Nicholas (1826–1891). Zwei ihrer Brüder wurden Geistliche der Kirche von England, einer von ihnen wurde Domherr an der Kathedrale von Durham. Auch Greenwell gehörte dieser Kirche an.
1848 musste die Familie das Anwesen Greenwell Ford aufgrund von wirtschaftlichen Problemen verkaufen. Danach wohnte Greenwell eine Zeit lang mit ihrem Vater und ihrer Mutter im Pfarrhaus von Ovingham in Northumberland, wo ihr ältester Bruder William für einen Freund den Haushalt führte. Während sie in diesem Dorf lebte, veröffentlichte sie 1848 ihren ersten Gedichtband, der von William Pickering herausgegeben wurde und etwas mehr als zweihundert Seiten umfasste. Der Zuspruch, den er fand, führte zur Herausgabe eines zweiten Bandes, Stories that Might be True, with Other Poems, im Jahr 1850.
Nachdem sie Ovingham verlassen hatte, blieb sie einige Zeit ohne festen Wohnsitz und lebte bis 1854 hauptsächlich mit ihrem Bruder, dem Pfarrer Alan Greenwell, im Pfarrhaus von Golborne in Lancashire. Als Greenwell das Pfarrhaus in Lancashire verließ und in ihre Heimatgrafschaft zurückkehrte, war sie 33 Jahre alt. Sie zog mit ihrem Bruder William, der später Domherr der Kathedrale von Durham wurde, nach Durham. Nachdem ihr Vater 1854 verstorben war, lebte sie mit ihrer Mutter.
Sie engagierte sich in der Wohltätigkeit, arbeitete mit den Armen im Arbeitshaus und im Gefängnis von Durham und setzte sich gegen den Sklavenhandel, für die Anti-Vivisektions- und Frauenwahlrechtsbewegung ein. Ihr wichtigstes Prosawerk, The Patience of Hope (1860), eine Sammlung theologischer Essays, war Josephine Butler gewidmet und zeugt von der religiösen Inbrunst, die einen Großteil ihres Werks kennzeichnet. 1861 gab Alexander Strahan & Co. in Edinburgh einen Gedichtband heraus, der einige ihrer früheren Gedichte enthielt; 1867 brachte derselbe Verlag einen neuen Band heraus, in dem die früheren Gedichte weggelassen und einige spätere an ihre Stelle gesetzt wurden. Eine andere Richtung schlug sie in Our Single Women ein, das im Februar 1862 in der North British Review veröffentlicht wurde. Darin lehnte sie das konservative Ideal der geschlechtsspezifischen „getrennten Sphären“ ab und plädierte für die Ausweitung der Arbeit gebildeter Frauen. Ein weiterer Aufsatz, On the education of the imbecile, der 1869 ebenfalls in der North British Review veröffentlicht wurde, löste wegen der fachlichen Tiefe der Darlegungen Spekulationen über seine Urheberschaft aus. Ebenfalls im Jahr 1869 veröffentlichte Greenwell Carmina crucis, einen Band mit Andachtsgedichten, der ihr bekanntestes Werk wurde. The Soul’s Legend und Camera Obscura, zwei kleine Bände, wurden 1873 bzw. 1876 veröffentlicht.
Die meisten Werke hatten christlich-religiöse Themen. Sie wurde oft mit Christina Rossetti verglichen und widmete Elizabeth Barrett Browning ein Buch. Ihr Gedicht I Am Not Skilled to Understand wurde von William J. Kirkpatrick vertont; eine zeitgenössische Version davon, My Savior My God, entstand 2006 von Aaron Shust auf seinem Album Anything Worth Saying.
1871 starb Greenwells Mutter. Sie wohnte bei Freunden in Torquay und Clifton, bevor sie 1874 nach London zog. Dort veröffentlichte sie Colloquia crucis, das an den Erfolg Bandes von 1869 anknüpfte. Sie schrieb auch Biografien über den französischen Priester Jean Baptiste Henri Lacordaire und den amerikanischen Quäker John Woolman (1871) sowie Liber humanitatis: Essays on Spiritual and Social Life (1875). Ihre letzte Gedichtsammlung, Camera obscura (1876), fand erneut großen Anklang.
Die nachlassende Gesundheit beeinträchtigte Greenwells schriftstellerische Karriere und ihre soziale Arbeit, und gegen Ende ihres Lebens wurde sie opiumsüchtig. Nach einem Beinahe-Unfall im Jahr 1881 starb sie schließlich am 29. März 1882 in Clifton, Bristol. Sie wurde auf dem Arnos Vale Cemetery in Bristol beigesetzt.

## Werke (Auswahl)

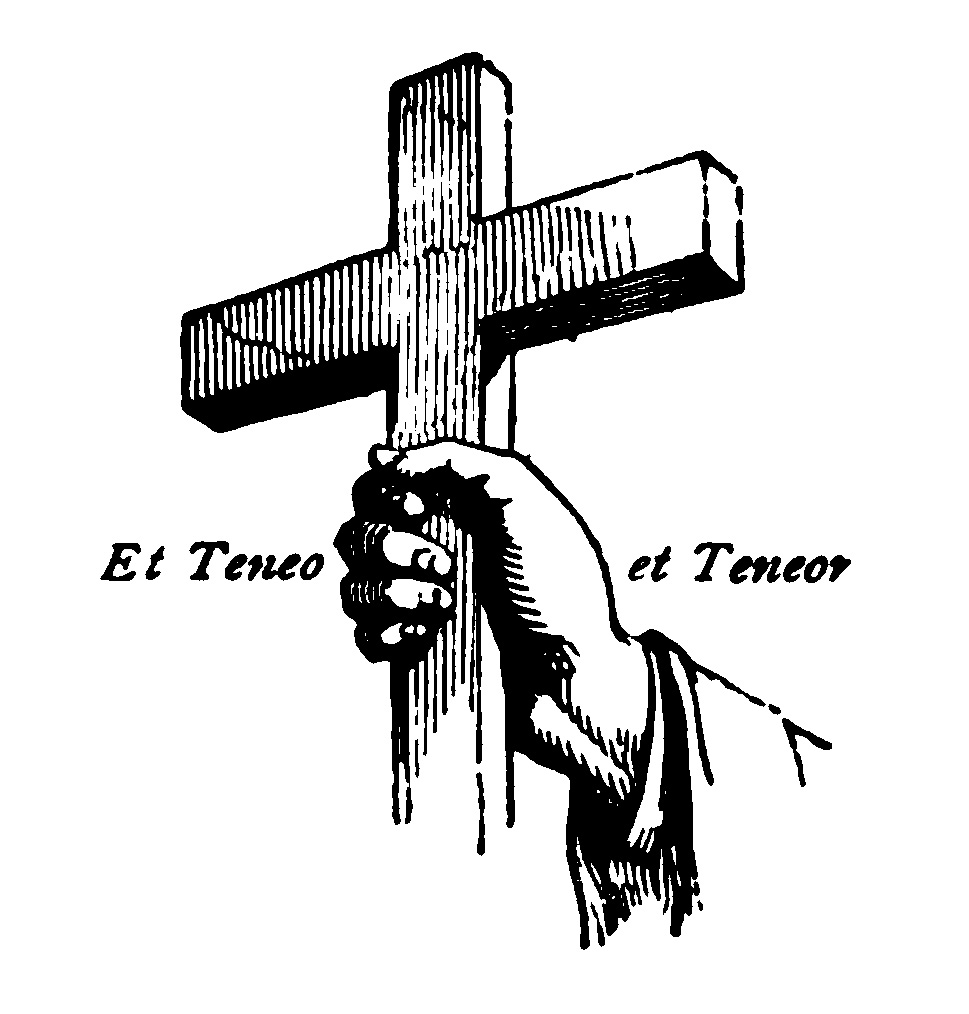
Et teneo et teneor („Ich halte und ich werde gehalten“). Frontispiz von Patience of Hope. Ticknor and Fields, Boston 1863

- Poems. A. Strahan and Company, London 1861 (archive.org).
- The Patience of Hope. Ticknor and Fields, Boston 1863 (google.com).
- A present heaven: addressed to a friend. Ticknor and Fields, Boston 1863 (archive.org).
- Two friends. Ticknor and Fields, Boston 1863 (archive.org).
- Lacordaire. Edmonston and Douglas, Edinburgh 1867 (archive.org).
- John Woolman. F.B. Kitto, London 1871 (archive.org).
- Songs of salvation. A. Strahan and Company, London 1874 (archive.org).
- Carmina crucis. H.R. Allenson, London 1906 (archive.org).

## Weitere Literatur
- Henry Bett: Dora Greenwell. Epworth Press, London 1950.
- Constance L. Maynard: Dora Greenwell: a prophet for our own times on the battleground of our faith. H.R. Allenson, London 1926.